# Pinkerton’s Colours
Pinkerton’s Colours war eine britische Beatband aus Rugby, die Mitte der 1960er-Jahre mit Pop-Singles einige Erfolge in den britischen Charts hatte. Der Bandname wurde in Anlehnung an Allan Pinkerton (1819–1884), dem Begründer der weltweit ersten Privatdetektei („Pinkerton“), gewählt.

## Geschichte
Die 1964 aus der Band „The Liberators“ hervorgegangene Gruppe, die zunächst Pinkerton’s Assorted Colours hieß, war durch den Pop-Stil von Jonathan King beeinflusst und eine späte Blüte des grassierenden Liverpool-Pop. Entdeckt wurde die Band durch den Musikmanager und späteren Radiopiraten Reg Calvert, der auch The Fortunes und Screaming Lord Sutch managte.
Auf der Bühne trugen sie verschiedenfarbige Anzüge, hatten Kurzhaarfrisuren nach Mod-Art und setzten für das Genre untypische Instrumente wie Cembalo und Autoharp ein.
Die Band erhielt 1965 einen Plattenvertrag bei Decca und arbeitete mit dem Produzenten Tony Clarke zusammen, der später als Produzent von Moody Blues bekannt wurde.
Bis 1968 veröffentlichte die Band 6 Singles. Ihr größter Hit war Mirror, Mirror (1966), der Platz 8 der Hitparade erreichte. Im gleichen Jahr erreichte auch Don’t Stop Loving Me Baby eine Chartplatzierung. Nachdem Magic Rockin’ Horse ein Misserfolg geworden war, wechselte die Band von Decca zu Pye Records und kürzte ihren Namen zu Pinkerton’s Colours. Ein dauerhafter Erfolg stellte sich jedoch nicht ein. Die Single Kentucky Woman verfehlte erneut die Charts.
Nach dem Weggang von Bernie Bernhard wurde Ian Coleman Bassist der Band. 1968, nach dem Eintritt des Leadgitarristen Steve James, benannte sich die Band nochmals in Pinkteron’s um, bevor sie sich als The Flying Machine neu gründete, um eine andere musikalische Richtung einzuschlagen.
Dave Holland wurde später als Mitglied von Trapeze und Judas Priest bekannt. Tony Newman war von 1976 bis 1977 Schlagzeuger bei T. Rex, ferner arbeitete er mit Whitesnake, Gene Vincent, Jeff Beck u. a. zusammen, teils als Schlagzeuger, teils als Komponist.

## Diskografie
Singles
- 1966: Mirror, Mirror / She Don’t Care
- 1966: Don’t Stop Loving Me Baby / Will Ya
- 1966: Magic Rockin’ Horse / It Ain’t Right
- 1967: Mum and Dad / On a Street Car
- 1968: There’s Nobody I’d Sooner Love / Duke’s Jetty
- 1968: Kentucky Woman / Behind the Mirror